# Villa Grimani
Villa Grimani, citata in un momento storico anche come Rustico Grimani o più dettagliatamente Rustico Grimani, Targa-Treves-Usigli, ricordando le famiglie che ne hanno detenuto la proprietà negli anni, o anche palazzo di Ca' Grimani, è un complesso architettonico sito a Grompo, località del comune di Rovigo. Si tratta del più grande edificio catalogato come villa veneta: infatti solamente le parti costruite sommano i 4000 mq della parte centrale con i 6000 mq delle due Barchesse, arrivando alla superficie di 10.000 mq. È rinata grazie alla volontà di Massimo Pizzi Gasparon Contarini di impedire che l’edificio crollasse: si sta attuando un recupero filologico del progetto originario.

## Descrizione
Il complesso, disposto in linea e parallelo al vicino naviglio Ceresolo, è composto dalla vasta casa dominicale, dalle due barchesse, dalla casa dei coloni e dall'oratorio dedicato, dopo aver mutato nel tempo titolazioni, alla Beata Vergine Assunta.